# Wincing the Night Away
Wincing the Night Away è il terzo (quarto in assoluto) album discografico in studio del gruppo musicale indie rock statunitense The Shins, pubblicato nel gennaio 2007 dalla Sub Pop Records.
Ottenne una nomination ai Grammy come miglior album di musica alternativa.

## Tracce
Testi e musiche di James Mercer.
1. Sleeping Lessons – 3:58
2. Australia – 3:56
3. Pam Berry – 0:56
4. Phantom Limb – 4:47
5. Sea Legs – 5:22
6. Red Rabbits – 4:29
7. Turn on Me – 3:41
8. Black Wave – 3:19
9. Spilt Needles – 3:45
10. Girl Sailor – 3:44
11. A Comet Appears – 3:49